# Pi Studios
Pi Studios foi uma desenvolvedora de software de jogos de computador fundada em 2002 por Robert Erwin, John Faulkenbury, Rob Heironimus, Dan Kramer e Peter Mack, cujo primeiro trabalho comercial pode ser encontrado em Call of Duty: United Offensive da Activision. A empresa teve origem em Plano, Texas, e se mudou para Houston, Texas, em janeiro de 2005.
Em novembro de 2005, a Pi Studios lançou Call of Duty 2: Big Red One para PlayStation 2, Xbox e GameCube. O trabalho nesse projeto foi realizado em conjunto com o estúdio interno da Activision, Treyarch. Isso levou ao trabalho em Call of Duty 3 em outubro de 2006, desenvolvido em conjunto com a Treyarch. O trabalho de Pi na franquia Call of Duty continuou com o Pacote de Mapas Bravo do Call of Duty 3 (disponível para download via Xbox Live Arcade) seguido de Call of Duty: World at War, no qual eles ajudaram a Treyarch na criação da missão um jogador "Blowtorch and Corkscrew".
A Pi Studios ajudou a desenvolver o conjunto de ferramentas de edição do Halo 2 Vista e o conteúdo exclusivo de mapa multijogador, incluído no jogo.
A Pi Studios também desenvolveu Mercenaries 2: World in Flames no PlayStation 2, lançado nos Estados Unidos em 31 de agosto de 2008 e na Europa em 5 de setembro de 2008.
A Pi Studios é responsável pelas versões do Rock Band para PlayStation 2 e Wii, que foram lançadas em 18 de dezembro de 2007 e 22 de junho de 2008, respectivamente. Estes foram desenvolvidos em conjunto com a Harmonix. A Pi Studios também trabalhou com a Harmonix para produzir quatro Rock Band Track Packs para o Wii e PlayStation 2. O esforço colaborativo final das duas empresas foi em The Beatles: Rock Band para o (Wii), lançado em 2009. Bomberman Live: Battlefest para Xbox Live Arcade, lançado em dezembro de 2010.
A Pi Studios estava desenvolvendo Bonk: Brink of Extinction para lançamento no Xbox Live Arcade, PlayStation 3 e Wii, mas foi cancelado.
Em março de 2011, foi anunciado que A Pi Studios foi fechada, pois os ex-funcionários formaram uma nova equipe de desenvolvimento chamada Category 6 Studios, que atualmente tem cerca de 15 membros, incluindo o co-fundador e veterano do setor Kenn Hoekstra.

## Jogos desenvolvidos
- Bonk: Brink of Extinction (cancelado)
- Quake Arena Arcade (2010)
- Call of Duty: Black Ops (2010)
- Bomberman Live: Battlefest (2010)
- The Beatles: Rock Band (Wii) (2009)
- Wolfenstein (2009)
- Rock Band Classic Rock (PlayStation 2) (PlayStation 3) (Xbox 360) (Wii) (2009)
- Call of Duty: World at War (2008)
- Rock Band 2 (PlayStation 2) (2008)
- Rock Band 2 (Wii) (2008)
- Mercenaries 2: World in Flames (PlayStation 2) (2008)
- Rock Band Track Pack Vol. 1 (PlayStation 2) (Wii) (2008)
- Rock Band Track Pack Vol. 2 (PlayStation 2) (PlayStation 3) (Xbox 360) (Wii) (2008)
- Rock Band AC/DC (PlayStation 2) (PlayStation 3) (Xbox 360) (Wii) (2008)
- Rock Band (Wii) (2008)
- Rock Band (PlayStation 2) (2007)
- Halo 2 (Windows) (2007)
- Call of Duty 3 (2006)
- Call of Duty 2: Big Red One (2005)
- Call of Duty: United Offensive (2004)